# 富山市立水橋西部小学校
富山市立水橋西部小学校（とやましりつ みずはしせいぶしょうがっこう）は富山県富山市にある公立小学校。

## 沿革
個別に出典が提示されていない箇所の出典→。
- 1878年7月 - 西水橋小学校創立。
- 1888年4月 - 東水橋小学校の分教場となる。
- 1889年4月 - 分教場に尋常、簡易の2学科設置、尋常科を天瀬小学校、簡易科を西水橋小学校と称す。
- 1892年10月 - 尋常、簡易を廃止して西水橋小学校と称する。
- 1907年11月 - 校舎新築。11月11日を創校記念日と定める。
- 1909年 - 校歌制定。西水橋村役場庁舎に分教場を設置。
- 1914年4月 - 中新川郡西水橋町立西水橋小学校と称する。
- 1915年8月 - 4教室を増築。
- 1917年10月 - 御真影奉戴。
- 1921年6月 - 屋内体操場新築。
- 1922年3月 - 校舎増築、講堂新築。
- 1924年3月 - 高等科を設置。
- 1941年4月 - 西水橋国民学校と改称。
- 1943年12月 - 5教室、作法室増築。
- 1946年12月 - 教室および職員室の大部分を新築。
- 1947年4月 - 西水橋小学校に改称。
- 1954年5月 - 幼稚園を併設。
- 1964年12月 - 給食室を新築し、完全給食を実施。
- 1966年5月 - 富山市立西水橋小学校と改称。
- 1967年3月 - 理科室を新築。
- 1968年3月 - 体育館新築、同年5月に落成記念式。
- 1973年1月 - 幼稚園、独立園舎完成により分離。
- 1978年5月 - 新校舎第一、第二期工事完成。

## 通学区域
水橋荒町、水橋今町、水橋印田町、水橋駅前、水橋川原町、水橋山王町、水橋昭和町、水橋新堂町、 水橋新保、水橋新保新町、水橋大正町、水橋立山町、水橋辻ヶ堂、水橋辻ヶ堂[公団住宅]、水橋中町、 水橋西大町、水橋畠等町、水橋花の井町、水橋浜町

## 進学先
- 富山市立水橋中学校

## 著名な関係者
- 杉田久信（教育者、元校長）